# Armata Republicii Populare Ucrainene
Armata Republicii Populare Ucrainene (în limba ucraineană: Армія Української Народної Республіки), cunoscută și ca Armata Națională Ucraineană, a fost armata Republicii Populare Ucrainene. Ea a fost formată în 1917, odată cu proclamarea independenței Ucrainei față de Imperiul Rus și mai apoi, față de Rusia Bolșevică, în timpul  războiului civil din Rusia. Armata Republicii Populare Ucrainene a luptat împotriva forțelor sovietice în războiului ucraineano-sovietic până la înfrângerea ei definitivă din 1921 și alături de polonezi în timpul războiul polono-sovietic. Spre deosebire de Armata Ucraineană Galițiană, Armata Republicii Populare Ucrainene a fost foarte prost organizată, fiind costituită în principal de voluntari, nu din soldați ai armatelor regulate

## Istoric

### Înființarea
Când Rada Centrală a preluat puterea în Ucraina, ea a fost obligată să organizeze rapid o forță militară capabilă să apere statul împotriva atacurilor bolșevicilor. Aproape toate unitățile nou createi armate erau foste unități ale Armatei Imperiale Ruse, cu excepția „Pușcașilor Siciului”, care era o fostă unitate austro-ungară. Rada Centrală nu a socotit că ar fi fost necesară o armată permanentă, cu efective completate prin recrutare și mobilizare. În schimb,  a fost introdus în noiembrie 1917 conceptul de „cazaci liberi”, în fapt o formă de miliție populară. Ucraineneii și-au dat seama că au nevoie de o armată regulată doar în decembrie 1917, după invazia bolșevicior. Noua armată trebuia să includă: opt corpuri de inganterie și patru divizii de cavalerie. Aceste planuri nu au putut fi niciodată realizate, Rada fiind răsturnată de la putere printr-o lovitură de stat de Pavlo Skoropadski, cel care avea să fondeze Hetmanatul Ucrainean. Un tratat de pace temporar a fost semnat cu bolșevicii pe 12 iunie 1918
După preluarea puterii, conducera Hetmenatului a modificat planurile pentru organizarea unei armate regulate. Noua armată urma să fie compusă din 310.000 de militari, cu opt corpuri teritoriale și cu un buget de 1.254 milioane karbovaneți . Această armată nu a depășit însă stadiul de organizare, datorită lipsei sprijinului politic al clasei avute și a nepopularității Hetmenatului în rândurile țărănimii și orășenilor săraci. În noiembrie 1918, puterea în Ucraina a fost preluată de Directoratul Ucrainei și planurile pentru organizarea armatei regulate au fost modificate din nou. Practic însă, cele mai multe unități create de Hemenat au fost trecute în subordinea Directoratului fără o reorganizare sau schimbare de substanță.

### Războiul de independență
Bolșevici au încercat să ocupe pentru prima dată Republica Populară Ucraineană  în ianuarie 1918 După numai câteva săptămâni de lupte, Armat Roșie a copleșit mica armată ucraineană și a cucerit Kievul pe 9 februarie. În aceste condiții, Rada Centrală a cerut ajutorul Puterilor Centrale. După semnarea Tratatului de la Brest-Litovsk, armata ucraineană a primit un ajutor militar însemnat din partea germanilor și austro-ungarilor. Ofensiva germano-austriacă i-a alungat pe bolșevici din Kiev la începutul lui marite și Rada s-a reîntors în capitală. În aprilie, Armata Roșie o fost obligată să se retragă complet din Ucraina, Rusia Bolșevică a semnat al doilea Tratat de la Brest-Litovsk .
După venirea la putere a Directoratului în decembrie 1918, armata ucraineană a ajuns să aibă cele mai numeroase efective din scurta ei istorie – aproximativ 100.000 de militari . În ianuarie 1919, Ucraina a declarat război Rusiei Bolșevice, datorită faptului că cea din urmă a sprijinit proclamarea unei Republici Sovietice Ucrainene la Harkov. În același timp, Republica Populară a Ucrainei Occidentale a cucerit Lvovul, intrând în conflict cu A doua Republică Poloneză. În ianuarie 1919, armatele celor două republici ucrainene s-au unit (Act Zlukî), după ce RP a Ucrainei Apusene a fost complet ocupată de arata poloneză, iar Kievul de către armata sovietică Simon Petliura a devenit noul comandant suprem al armatei ucrainene. Armata unită ucraineană a suferit însă pierderi uriașe în războiul împotriva forțelor poloneze, „albilor” lui Denikin și „roșiilor”. Ca urmare, Ucraina a fost obligată să semneze un armistițiu cu Antanta, iar mai târziu, în mai 1919, cu Polonia
După ce au eșuat în încercarea lor de cucerire a Kievului prin forțe proprii, Ucraina a semnat cu Polonia Tratatul de la Varșovia (aprilie 1920) . Acest tratat făcea ca forțele ucrainene să lupte alături de cele poloneze împotriva Rusiei Sovietice și a forțelor „roșii” ucrainene. (În acel moment, „albii” lui Denikin, germaneii și forțele Antantei fuseseră alungate din Ucraina). După înfrângerea armatelor polono-ucrainene din Operațiunea Kiev, forțele ucrainene și-au redus treptat prezența în război. Sfârșitul armatei Republicii Populare Ucrainene a venit odată cu semnarea Tratatul de la Riga (18 martie 1921), care a pus capăt războiului polono-sovietic. Câteva unități disparate ale armatei Republicii Populare Ucrainene au continuat să hărțuiască puterile sovietice sau s-au alăturat armatei poloneze. 

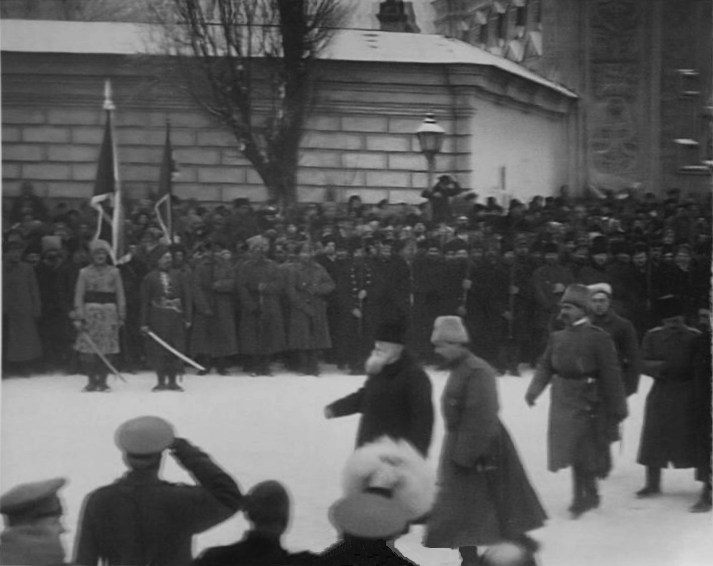
Șeful Radei Centrale Ucrainene, Mihailo Grușevski, în timpul unei parade militare în Kiev, în anul 1917
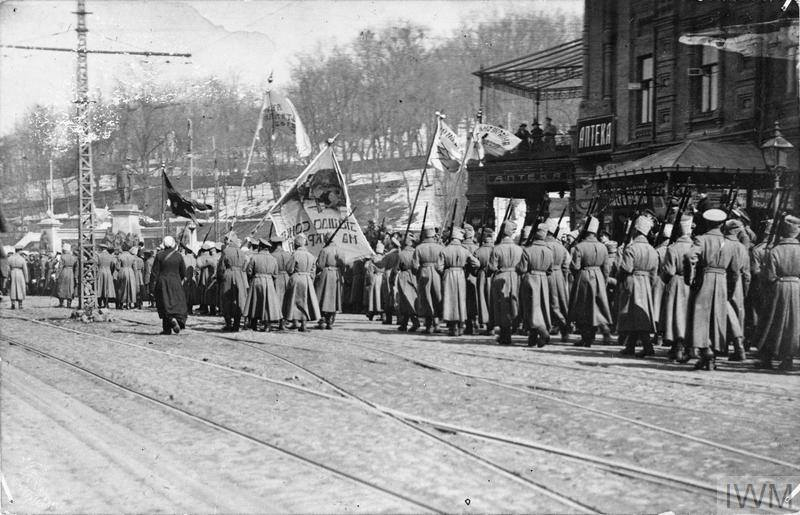
Soldați ucraineni în Kiev, 1917
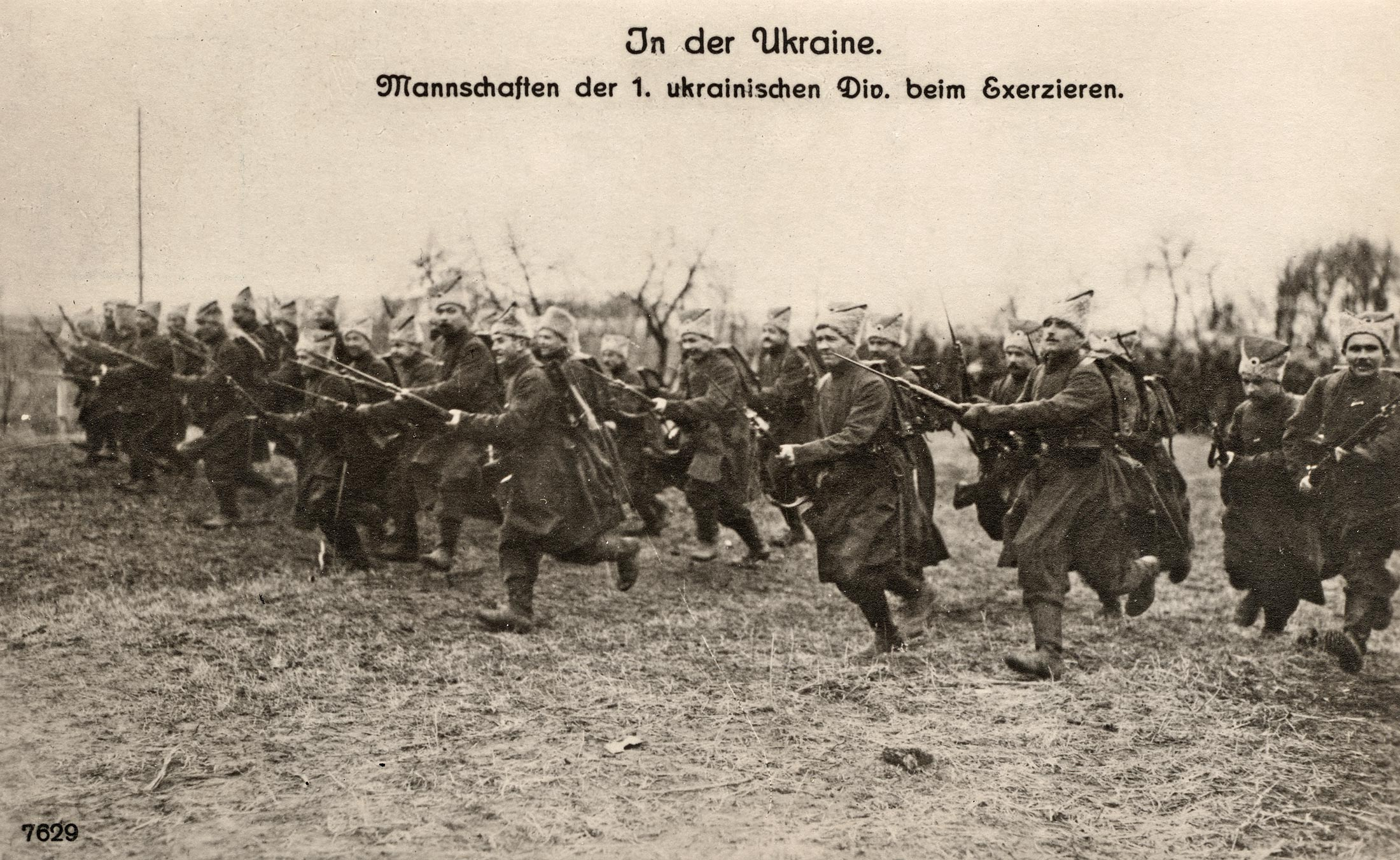
Divizia I Ucraineană a fost formată în primăvara anului 1918 din rândurile prizonierilor de război ucraineni din lagărele germane. Divizia a primit numele Siniojupanna („Vestoanele albastre”), după culoarea uniformei pe care o purtau soldații ei
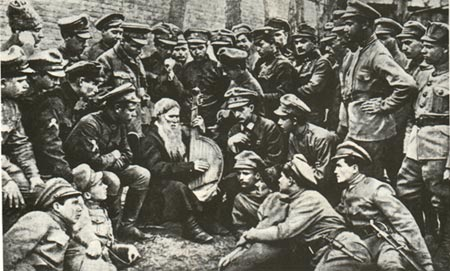
Soldați ai Republicii Populare Ucrainene
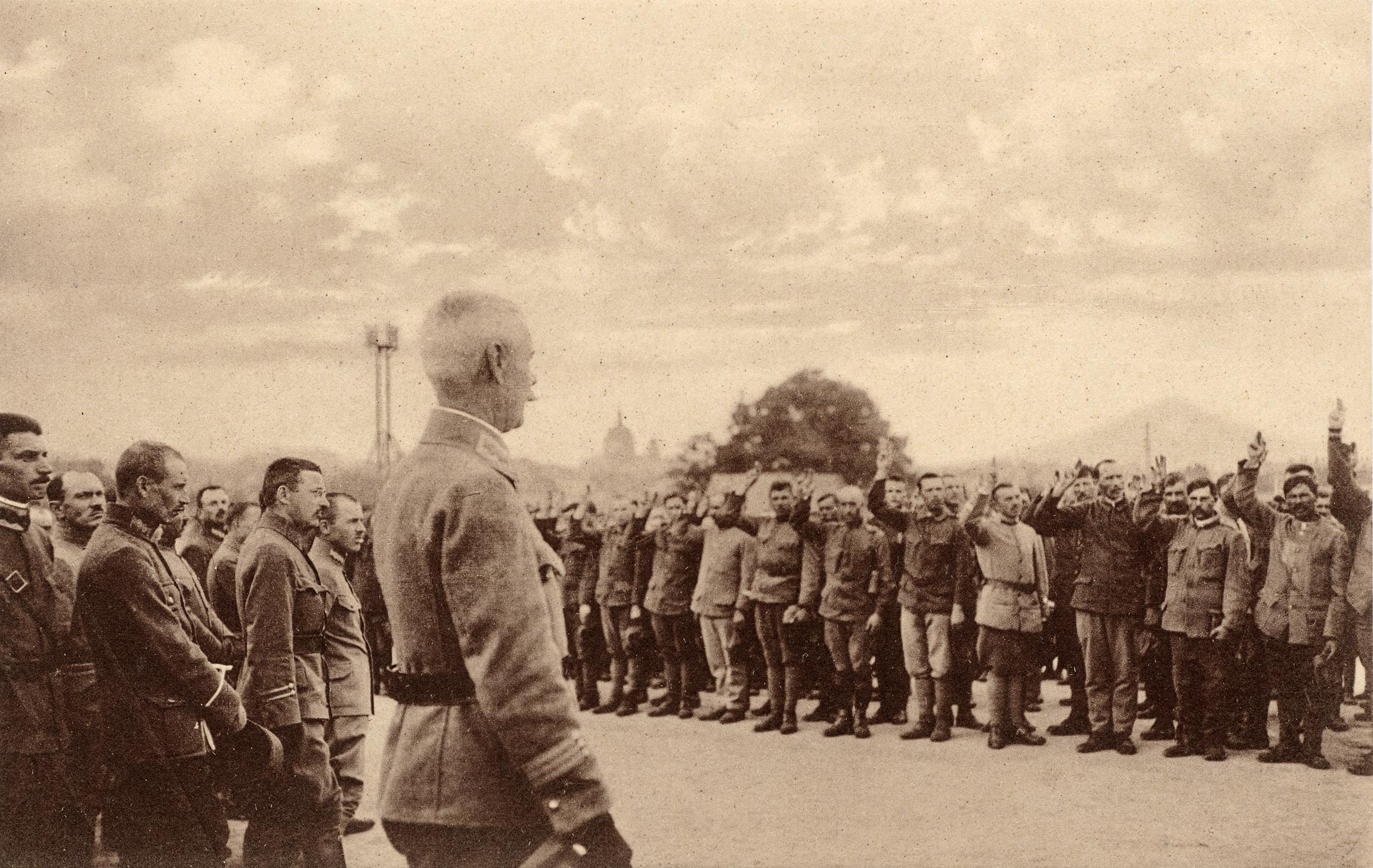
Foști prizonieri ucraineni din lagărele sârbe depunând jurământul de credință față de RP Ucraineană pe 3 august 1919